# The Kate Logan Affair
The Kate Logan Affair è un film del 2010 scritto e diretto da Noël Mitrani.

## Trama
Benoit Gando, marito e padre parigino, è a Bruce County, nel freddoloso Canada, per l'annuale convention internazionale della multinazionale di assicurazioni di cui fa parte. Qui Kate Logan, giovane ed inesperta poliziotta, lo confonde per un ricercato: appurato l'equivoco la poliziotta cerca di scusarsi con l'uomo. I due fanno amicizia e Kate comincia a sedurre Benoit che…